# モナーク (戦艦)
|          |                                                      |
| 艦歴     |                                                      |
| 発注     |                                                      |
| 起工     | 1910年4月1日                                         |
| 進水     | 1911年3月30日                                        |
| 就役     | 1912年2月                                            |
| 退役     | 1921年                                               |
| その後   | 標的艦として海没処分                                 |
| 除籍     | 1925年1月20日                                        |
| 性能諸元 |                                                      |
| 排水量   | 基準 22,000 トン、満載 25,870 トン                   |
| 全長     | 581 ft (177.1 m)                                     |
| 全幅     | 88 ft (26.8 m)                                       |
| 吃水     | 24 ft (7.3 m)                                        |
| 機関     | 蒸気タービン、18缶、4軸推進、27,000 hp               |
| 最大速   | 21ノット                                             |
| 乗員     | 750 - 1,100名                                        |
| 兵装     | 13.5インチ砲10門 4インチ砲16門 21インチ魚雷発射管3門 |

モナーク (HMS Monarch) はイギリス海軍の戦艦。オライオン級。

## 艦歴
1910年4月1日起工。1911年3月30日進水。1912年2月就役。
第一次世界大戦時はグランドフリートの第2戦艦戦隊所属。1916年5月31日にはユトランド沖海戦に参加した。この時は損害はうけなかった。
ワシントン海軍軍縮条約により、1921年に「モナーク」は退役したのち、1924年に標的艦に指定された。翌年1月21日、ほとんどの艤装を取り払われた「モナーク」は、イギリス海峡西端に位置するシリー諸島に曳航された。
まず、空軍機による空襲が行われたのち、C級軽巡洋艦およびV級、W級駆逐艦それぞれの主砲射撃目標とされた。さらに、巡洋戦艦「フッド」、「レパルス」、リヴェンジ級戦艦の標的となり、最後は戦艦
「リヴェンジ」により沈められた。